# Principessa
Il termine principessa è l'equivalente femminile del principe (dal latino princeps, che significa cittadino principale).  Il titolo è attribuito alla sovrana di un principato, alla figlia di un re o di una regina, alla moglie o alla figlia di un principe.
Per molti secoli, il titolo di "principessa" non è stato usato regolarmente per la figlia di un monarca, che poteva essere semplicemente chiamata "signora" o un titolo equivalente; in lingua inglese antica non aveva alcun equivalente femminile di "principe", "conte", o qualsiasi titolo reale o nobiliare a parte per la regina, e le donne della nobiltà portavano il titolo di "signora".
Dato che le donne hanno lentamente acquisito una maggiore autonomia attraverso la storia europea, il titolo di principessa è diventato semplicemente la controparte femminile di principe. In alcuni casi poi, una principessa è la femmina capo ereditaria di stato, di una provincia o in un'altra area importante nel suo pieno diritto. Il significato antico si applica in Europa ancora al punto che una donna comune che sposa un principe quasi sempre diventa una principessa, ma un uomo comune che sposa una principessa difficilmente diverrà un principe, a meno che la moglie abbia o preveda di raggiungere un titolo più elevato, come ad esempio regina regnante.
In molte delle famiglie reali d'Europa, un re concede ai suoi eredi il principato perché diventino in futuro sovrani o solo per elevare la loro classe sociale. Questa pratica ha portato nel tempo molte persone a pensare che "principe" e "principessa" siano titoli riservati ai parenti più prossimi di un re o regina. In realtà, la maggior parte delle principesse nella storia non erano parenti dirette della famiglia reale, ma semplicemente ne erano entrate a far parte tramite matrimonio.